# Kapnobatai
Les kapnobatai (en grec ancien : καπνοβάται) ou capnobate (latin : capnobatae) selon Strabon qui signifie « ceux qui marchent sur les nuages » ou « ceux qui avalent des nuages », sont d'anciens chamans présents dans les civilisations Scythes, Thraces et Daces. Ils brûlaient du chanvre pour entrer dans des transes extatiques. Les kapnobatai ne seraient pas liés au culte de Zalmoxis.